# Corçà
Corçà (spanisch Corsá) ist eine Gemeinde in der autonomen Region Katalonien in Spanien in der Provinz Girona mit 1.282 Einwohnern (Stand: 2024). Zur Gemeinde gehören neben dem Hauptort Corçà die Ortschaften Casavells, Cassà de Pelràs und Matajudaica sowie Planells.

## Lage
Corçà liegt etwa 18 Kilometer ostnordöstlich von Girona und etwa 110 Kilometer ostnordöstlich von Barcelona an der Costa Brava in einer Höhe von ca. 45 m. 

## Bevölkerungsentwicklung
| Jahr      | 1970 | 1981 | 1991 | 2001 | 2011 | 2021 |
| Einwohner | 957  | 1072 | 1083 | 1173 | 1317 | 1275 |

## Sehenswürdigkeiten

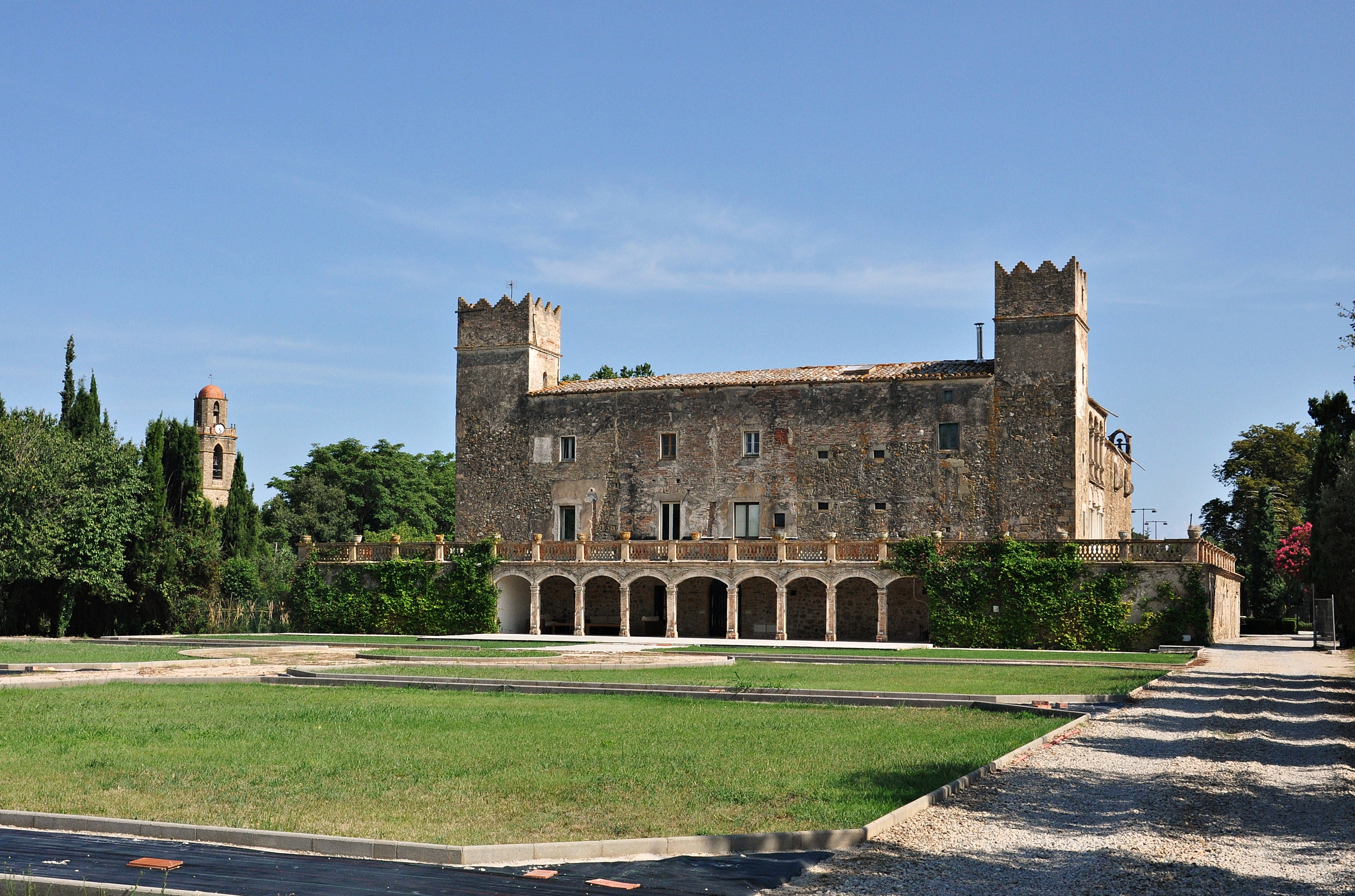
Burg El Albergue
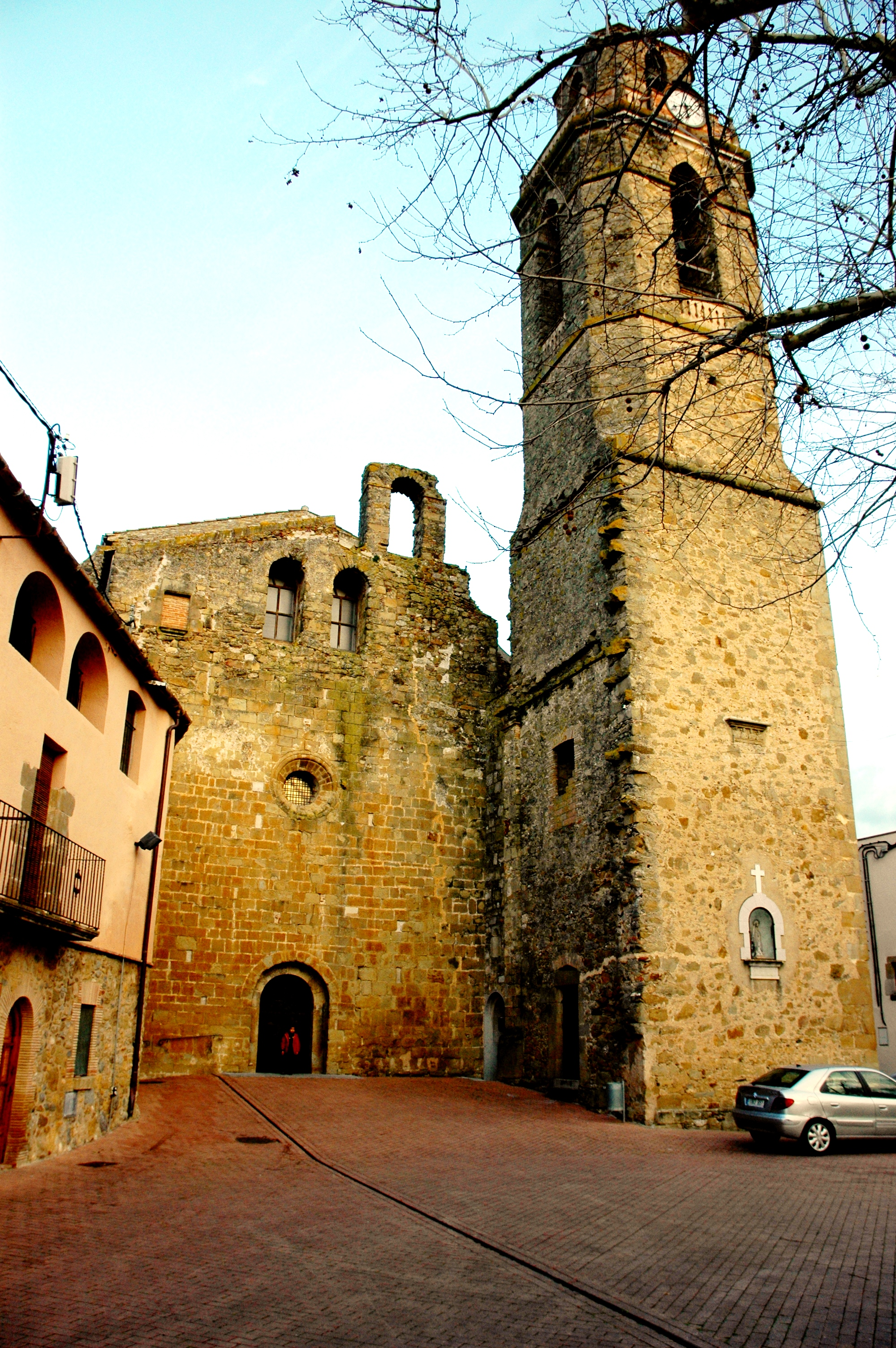
Julianuskirche
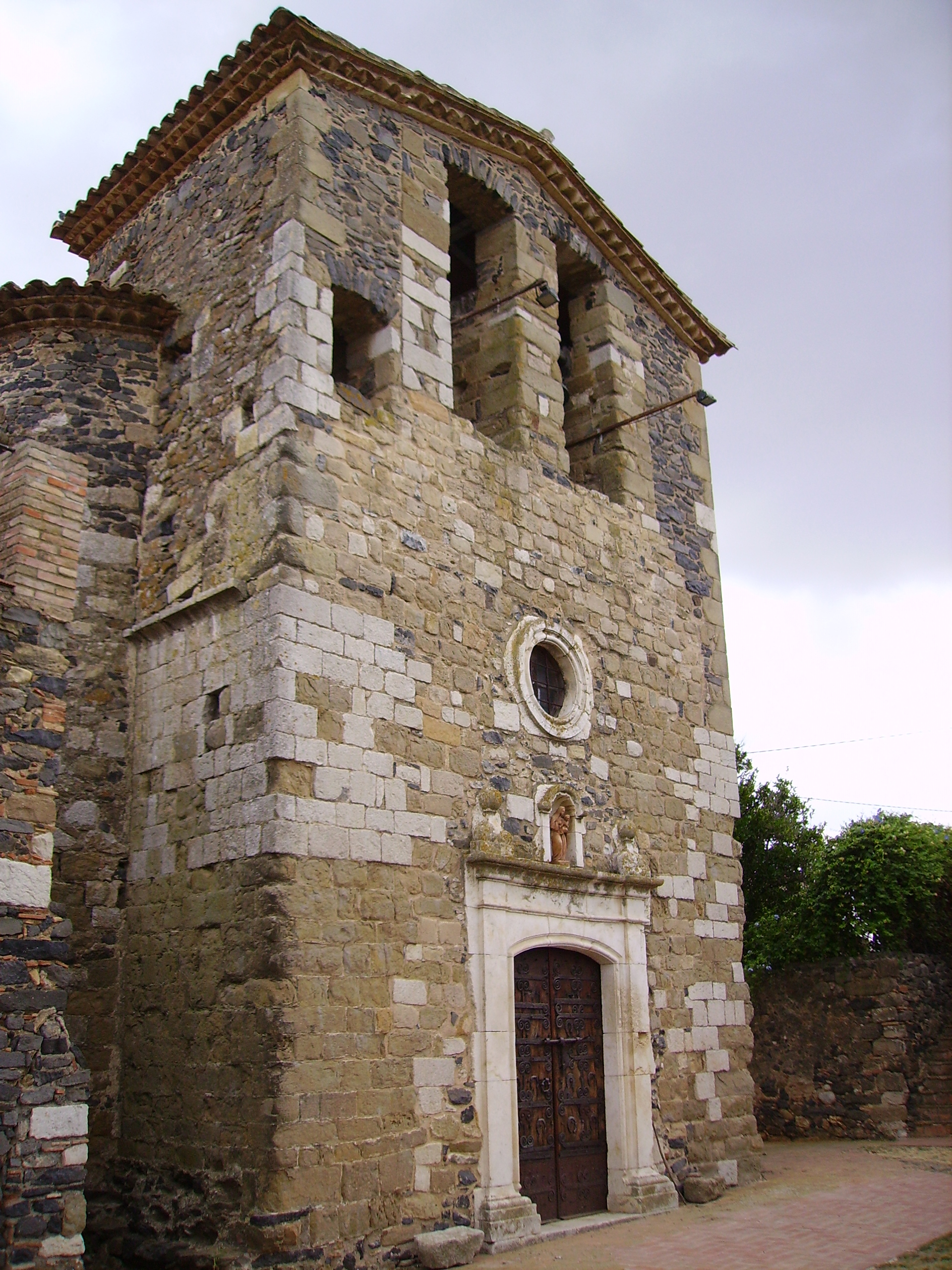
Martinskirche
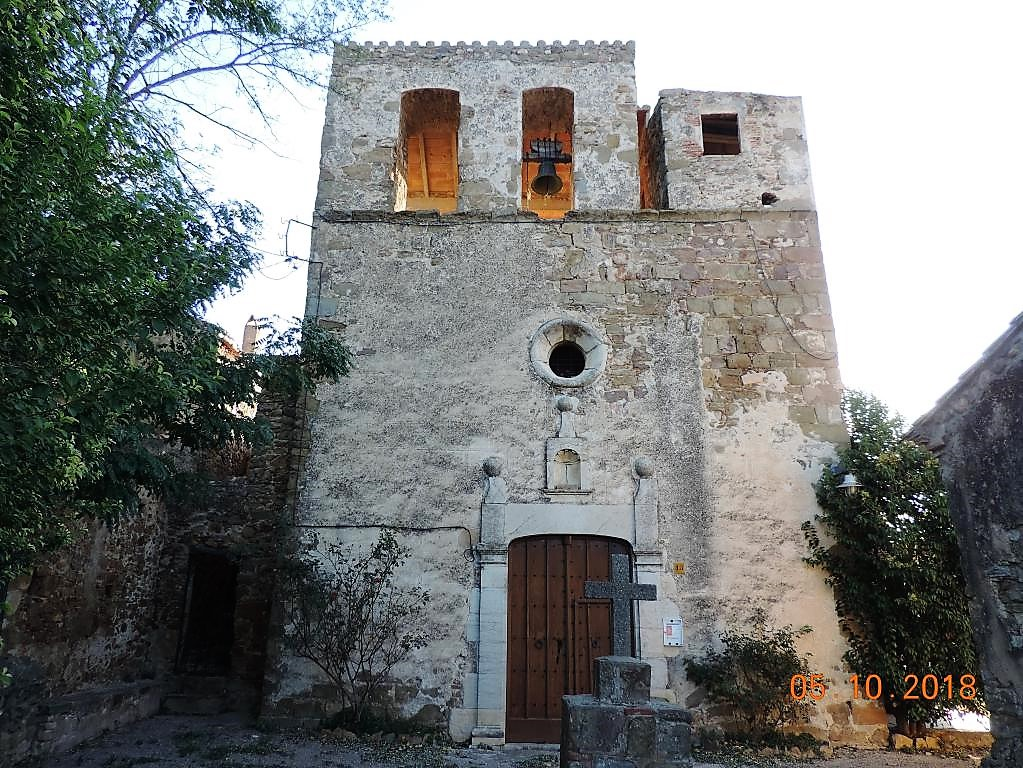
Johanniskirche in Matajudaica
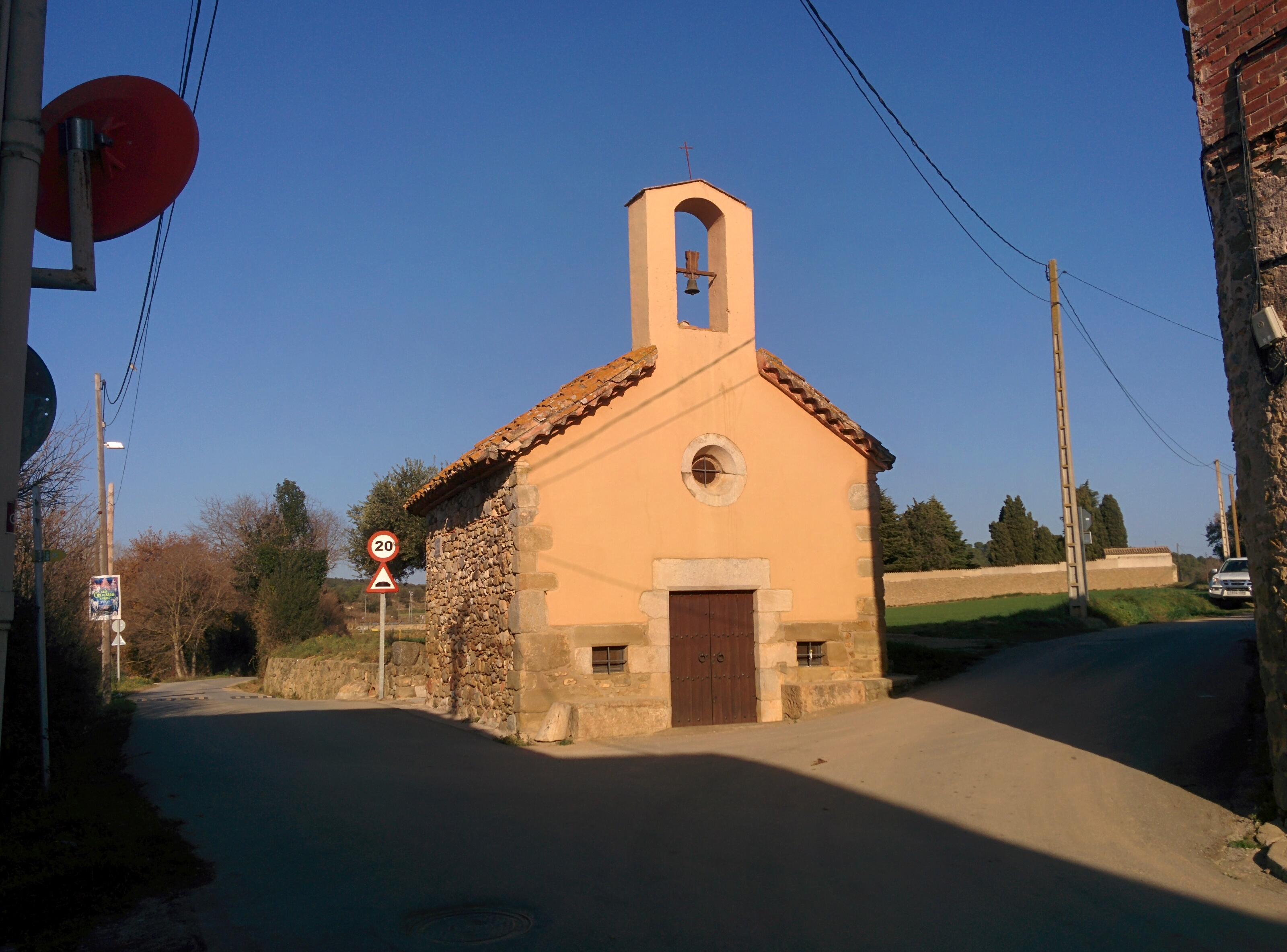
Sebastianuskapelle

- Burg El Albergue
- Julianuskirche
- Martinskirche
- Johanniskirche
- Sebastianuskapelle